# Mesochorus fragilis
Mesochorus fragilis là một loài tò vò trong họ Ichneumonidae.